# دارایی دونالد ترامپ
دارایی و ثروت خالص دونالد ترامپ، رئیس‌جمهور منتخب ایالات متحده، به‌طور عمومی مشخص نیست. به مدت چند دهه، مجله فوربز ثروت او را ارزیابی کرده و در حال حاضر آن را 6٫1 میلیارد دلار تا انتهای سال ۲۰۲۴ تخمین زده است. در عین حال، بلومبرگ ثروت او را 6٫5 میلیارد دلار برآورد کرده است و او را جز 500 ثروتمند دنیا می‌داند. هرچند که ترامپ خود ادعای ثروت بسیار بالاتری دارد. او از پدرش که یک بازرگان و معامله‌گر املاک بود، هدایا، وام‌ها و ارثیه دریافت کرده است.
ثروت ترامپ عمدتاً از املاک و مستغلات، برندینگ و سرمایه‌گذاری‌های مختلف به دست آمده است. او مالک برج‌های متعدد مانند برج ترامپ در نیویورک و عمارت مارئه لاگو در فلوریدا، باشگاه‌های گلف و هتل‌های لوکس، کازینو‌ها در سراسر جهان است.او همچنین از محصولات برند ترامپ از جمله کراوات، استیک‌ها و کیت‌های آزمایش ادرار درآمد کسب کرده است. پول‌های دریافتی از جمع‌آوری‌های سیاسی برای پرداخت هزینه اقامت مهمانان در املاک متعلق به سازمان ترامپ و همچنین پرداخت هزینه وکلای خود و متحدانش استفاده می‌شود.
ترامپ حدود ۵۰۰ میلیون دلار از پدرش به‌عنوان هدایا و سایر انتقال‌های ثروت دریافت کرده است (به قیمت‌های سال ۲۰۲۴). اگر او آن پول را به‌طور غیرفعال در املاک و مستغلات منهتن سرمایه‌گذاری کرده بود، تا سال ۲۰۱۷ ارزش آن به بیش از ۸۰ میلیارد دلار می‌رسید، در حالی که فوربز آن را ۲٫۵ میلیارد دلار تخمین زده است. راس بوتنر و سوزان کریگ استدلال می‌کنند که ترامپ به دلیل عواملی مانند رونق املاک و مستغلات منهتن و فرار از چندین موقعیت که «باید او را به ورشکستگی کامل و غیرقابل بازگشت می‌کشاند»، بسیار خوش‌شانس بوده است. با استناد به بیش از ۱۰۰٬۰۰۰ صفحه اظهارنامه‌های مالیاتی و سوابق مالی از کسب‌وکارهای فرد ترامپ و مصاحبه با مشاوران و کارمندان سابق، نیویورک تایمز ۲۹۵ منبع درآمد متمایز را که فرد ترامپ در طول پنج دهه برای انتقال ثروت خود به پسرش ایجاد کرده بود، شناسایی کرد.
زمانی که ترامپ دربارهٔ پولی که از پدرش دریافت کرده صحبت می‌کند، معمولاً مقدار واقعی آن را کم‌اهمیت جلوه می‌دهد. او ترجیح می‌دهد که به‌عنوان یک فرد خودساخته شناخته شود. به‌عنوان مثال، در یک شهادت‌نامه رسمی در سال ۲۰۰۷، او به قرض گرفتن ۹٫۶ میلیون دلار از املاک پدرش اعتراف کرد و در جریان کارزار انتخاباتی ریاست‌جمهوری در سال ۲۰۱۵، او به قرض گرفتن ۱ میلیون دلار از پدرش در دوران جوانی اشاره کرد. او هر دو این مبلغ را «کوچک» توصیف کرد و تأکید کرد که هر دو وام را «با بهره» بازپرداخت کرده است. این مقادیر واقعاً بخش‌های کوچکی از کل مبلغی هستند که او از پدرش دریافت کرده است. این حقایق ممکن است بر تصویر عمومی او تأثیر بگذارد. طبق یک مطالعه در سال ۲۰۱۹ در نشریه رفتار سیاسی، بسیاری از رأی‌دهندگانی که ترامپ را به‌عنوان یک تاجر باهوش و گزینه مناسب برای ریاست‌جمهوری می‌دیدند، زمانی که متوجه شدند او بخش زیادی از پولش را از پدرش به ارث برده است، نظرشان تغییر کرد.
پیروزی وی در انتخابات آمریکا تاثیر قابل توجهی در دارایی‌های او در سال 2024 داشته است، افراد زیادی مانند ایلان ماسک، مارک زاکربرگ و شرکت های بزرگ آمریکا به کمپین انتخاباتی ترامپ و یا مراسم تحلیف وی کمک های مادی و معنوی زیادی کرده است.